# Saison 14 d'Alerte Cobra
Chronologie
Saison 13 Saison 15
Cet article présente le guide des épisodes la quatorzième saison de la série télévisée Alerte Cobra.

## Distribution

### Acteurs principaux
- Erdoğan Atalay : Sami Gerçan (inspecteur)
- Christian Oliver : Jan Richter (inspecteur)

### Acteurs récurrents
- Charlotte Schwab : Anna Angalbert (chef de service)
- Carina Wiese : Andréa Schäffer (secrétaire)
- Dietmar Huhn : Henri Granberger (brigadier)
- Gottfried Vollmer : Boris Bonrath (brigadier)
- Siggi H : Siggi Müller (brigadier)
- Niels Kurvin : Armand Freund (police scientifique)

## Diffusion
En Allemagne, la saison a été diffusée du 11 septembre 2003 au 30 octobre 2003, sur RTL Television.
En France, la saison a été diffusée du 14 octobre 2003 au 21 mars 2004 sur TF1. À noter que TF1 diffusait aléatoirement les épisodes.

## Épisodes

### Épisode 1:Baptême du feu
- Allemagne : 11 septembre 2003 sur RTL Television
- France : 4 janvier 2004 sur TF1

Des containers issus d'un avion atterrissent sur l'autoroute, manquant d'écraser Bonrath et Granberger qui installent un radar. Un autre atterrit au milieu d'une poursuite à laquelle prennent part Sami et Armand Freund, une nouvelle recrue de la brigade autoroutière. L'affaire prend une autre tournure quand le cadavre d'un pilote est retrouvé dans un des containers. 

### Épisode 2:Attention! Feux verts
- Allemagne : 18 septembre 2003 sur RTL Television
- France : 21 mars 2004 sur TF1

### Épisode 3:Boum!
- Allemagne : 18 septembre 2003 sur RTL Television
- France : 21 mars 2004 sur TF1

### Épisode 4:Une grande famille
- Allemagne : 25 septembre 2003 sur RTL Television
- France : 22 février 2004 sur TF1

### Épisode 5:Diamants en transit
- Allemagne : 2 octobre 2003 sur RTL Television
- France : 8 février 2004 sur TF1

Alors qu'ils installent un radar, Jan et Sami manquent d'être renversés par Monika Schindler, une hôtesse de l'air. Les deux inspecteurs la poursuivent, mais elle est victime d'un accident mortel. Une enquête est ouverte pour en savoir plus. En s'intéressant à la jeune femme, Jan et Sami obtiennent de Bruhns, un officier des douanes, une bande de vidéo de surveillance qui montre que Monika est sortie à toute vitesse du parking de l'aéroport où elle travaillait.

### Épisode 6:Mort accidentelle?
- Allemagne : 9 octobre 2003 sur RTL Television
- France : 29 février 2004 sur TF1

### Épisode 7:À la vie, à la mort
- Allemagne : 28 mars 2004 sur RTL Television
- France : 14 octobre 2003 sur TF1

### Épisode 8:Mise à feu
- Allemagne : 23 octobre 2003 sur RTL Television
- France : 18 janvier 2004 sur TF1

### Épisode 9:Œil de lynx
- Allemagne : 30 octobre 2003 sur RTL Television
- France : 14 mars 2004 sur TF1